# Ouvrages de la crête de Pouilley-les-Vignes
Les quatre ouvrages de la crête de Pouilley-les-Vignes sont des fortifications Séré de Rivières de la fin du XIXe siècle, appartenant à la place fortifiée de Besançon (département du Doubs, région Bourgogne Franche-Comté).

## Histoire
En 1258, la noblesse comtoise confédérée menée par Jean Ier de Chalon, se soulève contre l’archevêché de Besançon. Jean de Chalon s'empare des terres du Chapitre situées sur la crête de Pouilley (le Mont) et entreprend la construction d'un château-fort. Louis IX, exige une conciliation au cours de laquelle Jean de Chalon reconnait ses torts et fait déconstruire le château l'année suivante.
À la suite de la guerre de 1870 et de la création, autour de Besançon, d'un camp retranché dû au capitaine de vaisseau Rolland, une première phase d'amélioration est entreprise dans le cadre du programme Séré de Rivières : Dix neuf positions sont construites ou réaménagées entre 1872 et 1883.
Après la crise de l'obus-torpille, quatre positions supplémentaires sont réalisées dont les ouvrages de la crête de Pouilley-les-Vignes.
Ces fortifications semi permanentes avaient pour objectifs : l'élargissement, à 3 km, du front nord-oust de la place par rapport à la ville ; un meilleur contrôle des deux routes reliant Pouilley-les-Vignes à Gray  ainsi que de la voie ferrée Besançon-Gray ; enfin un flanquement amélioré de la batterie du Calvaire située à 3,7 km au nord-est.
Pour son approvisionnement la position de Pouilley dispose d'un magasin à poudre situé à Pirey et relié à la crête par un chemin stratégique.
Les travaux s'étalent de 1888 à 1893 : de 1888 à 1890 pour les abris sous roc et de 1889 à 1893 pour les réduits et batteries. Comme les autres fortifications de la place de Besançon, Pouilley n'a pas combattu lors des deux guerres mondiales.

## Description
Quatre positions d'infanterie (numérotées de 1 à 4) sont réparties sur la crête, longue de 1 800 m, au nord-est du bourg de Pouilley-les-Vignes. Chaque position, composée d'un réduit entouré de fossés, est dotée d'un abri-sous-roc situé en dessous d'elle. Quatre batteries d'artillerie positionnées à proximité viennent compléter le système défensif.
Le chemin stratégique venant du bourg atteint la crête à la cote 314. De là un chemin couvert relie les différents ouvrages :
- en partant à gauche, le réduit no 1 et, 150 m plus loin, la batterie no 1 à une position de canon[Note 3] ;
- en partant à droite, la batterie no 2 (quatre positions) puis le réduit no 2 ; en poursuivant on arrive à la batterie no 3 (trois positions) suivie à 150 m du réduit no 3. Peu après le parcours fait une chicane et rejoint en 200 m le réduit no 4.
- en revenant à la chicane, on peut emprunter le chemin stratégique du magasin à poudre de Pirey avec la batterie no 4, à quatre positions, immédiatement sur la gauche.

## Visite
On peut découvrir librement le site, propriété de la commune, à l'exception de l'abri sous roc no 1 (au sud-ouest de la crête) dont l'accès est grillagé par sécurité. Les positions no 2 et 3 très ruinées et envahies par la végétation, sont peu visibles. Grâce aux travaux effectuées par la municipalité et l'association AVALFORT, la position no 4 est la seule visitable en totalité : réduit d'infanterie et son fossé, abri sous roc accessible par des escaliers, emplacement des batteries.
Les abris 1 à 3) disposent d'une large cour fermée côté place par un muret. Pour l'abri no 4 plus encaissé, la cour est plus étroite et le chemin qui la surplombe est protégé côté place par un mur défensif.
Le magasin à poudre de Pirey, creusé en 1889, a été acquis par un particulier ; il ne se visite pas.

## Galerie

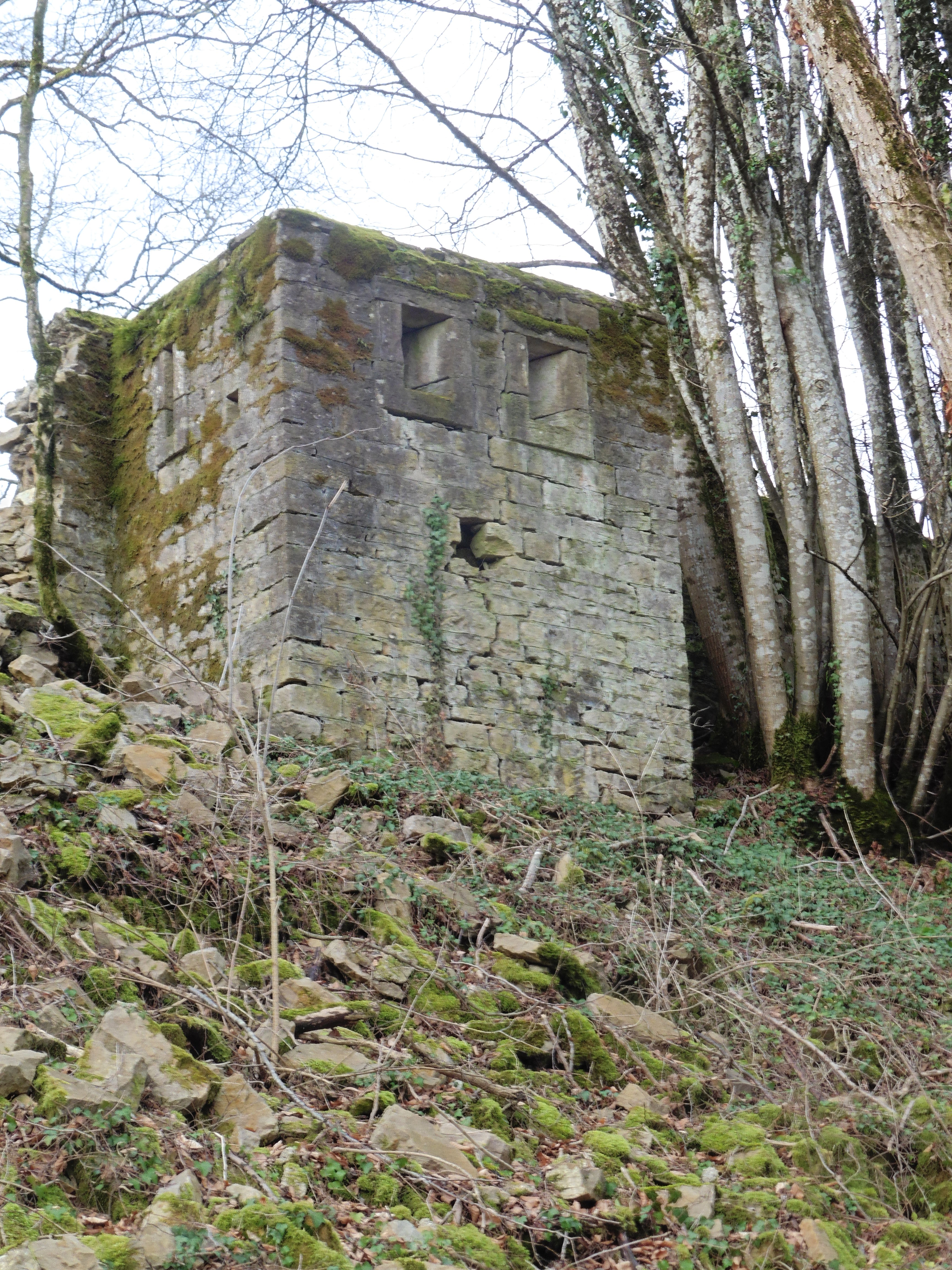
Mur défensif de la position no 4
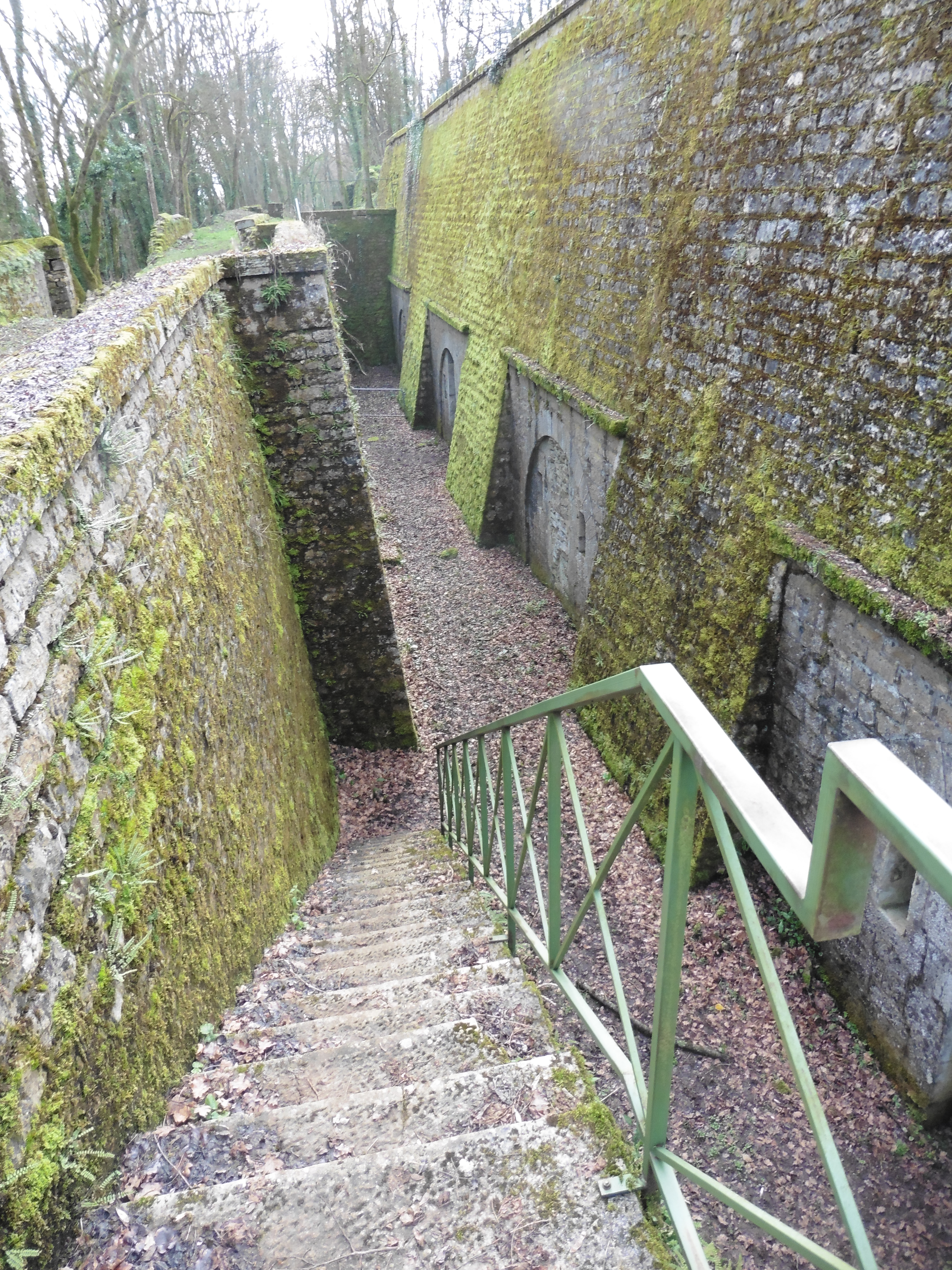
Cour de l'abri no 4
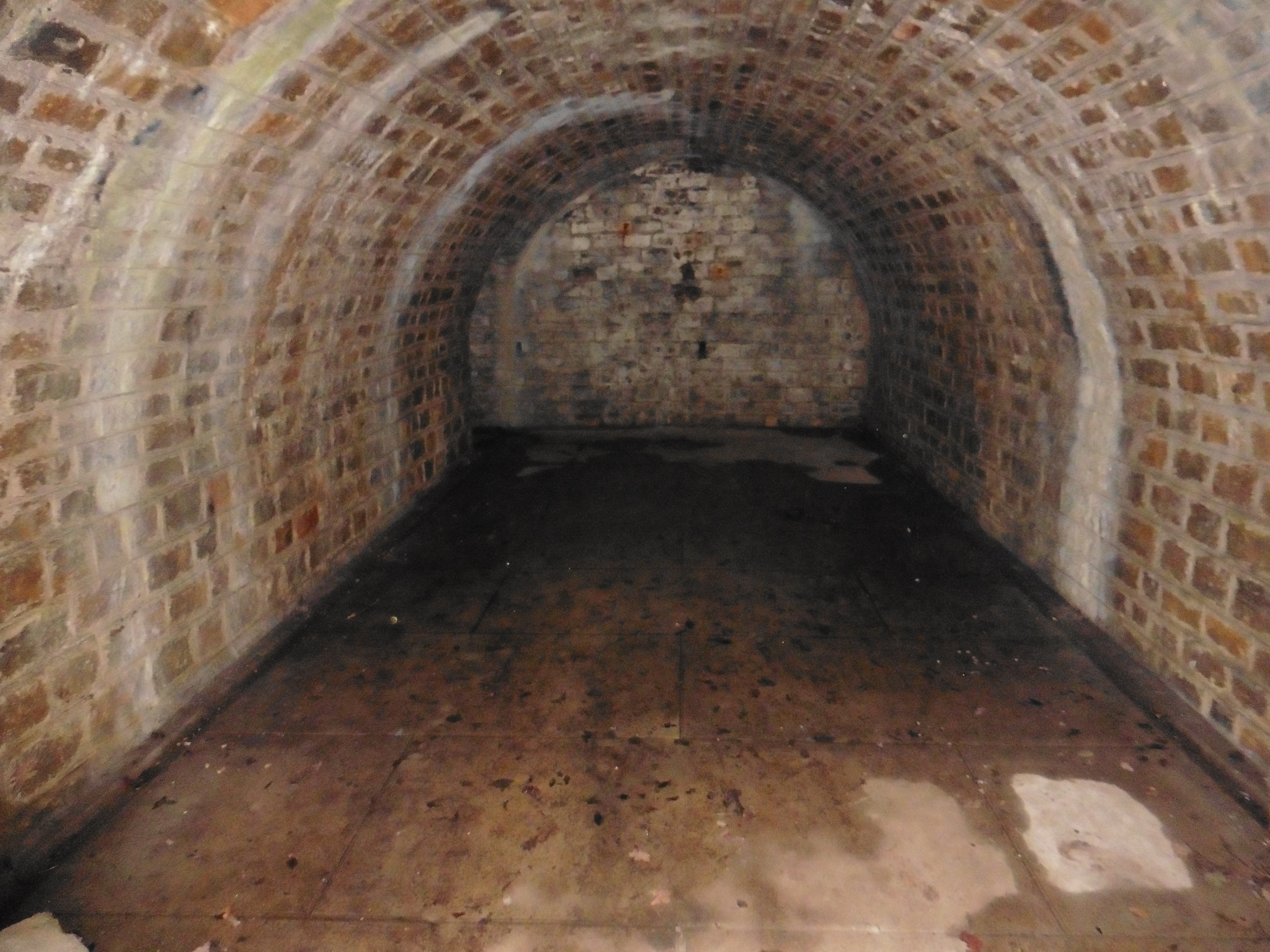
Intérieur d'une casemate d'abri-caverne
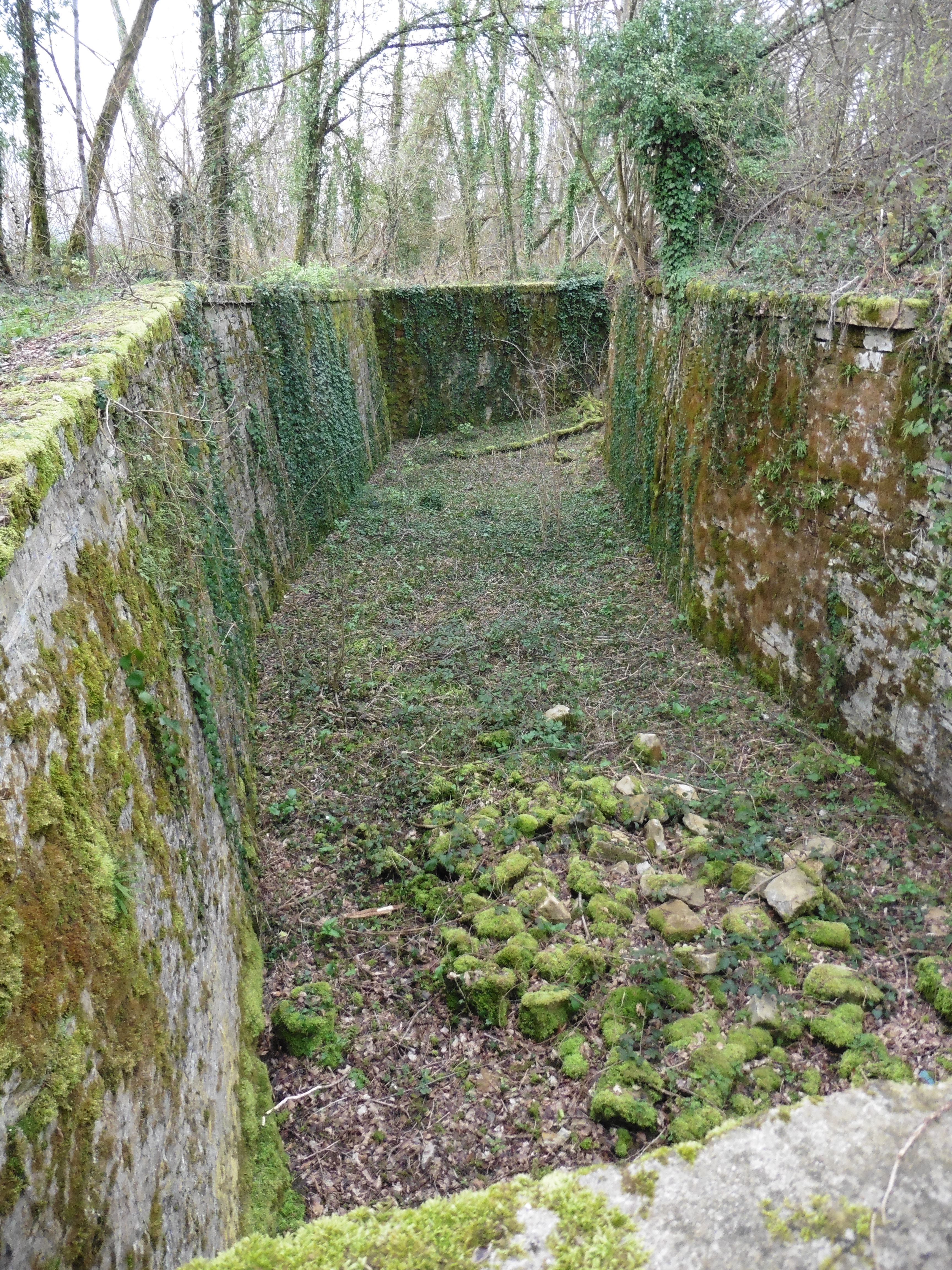
Fossé entourant un réduit d'infanterie
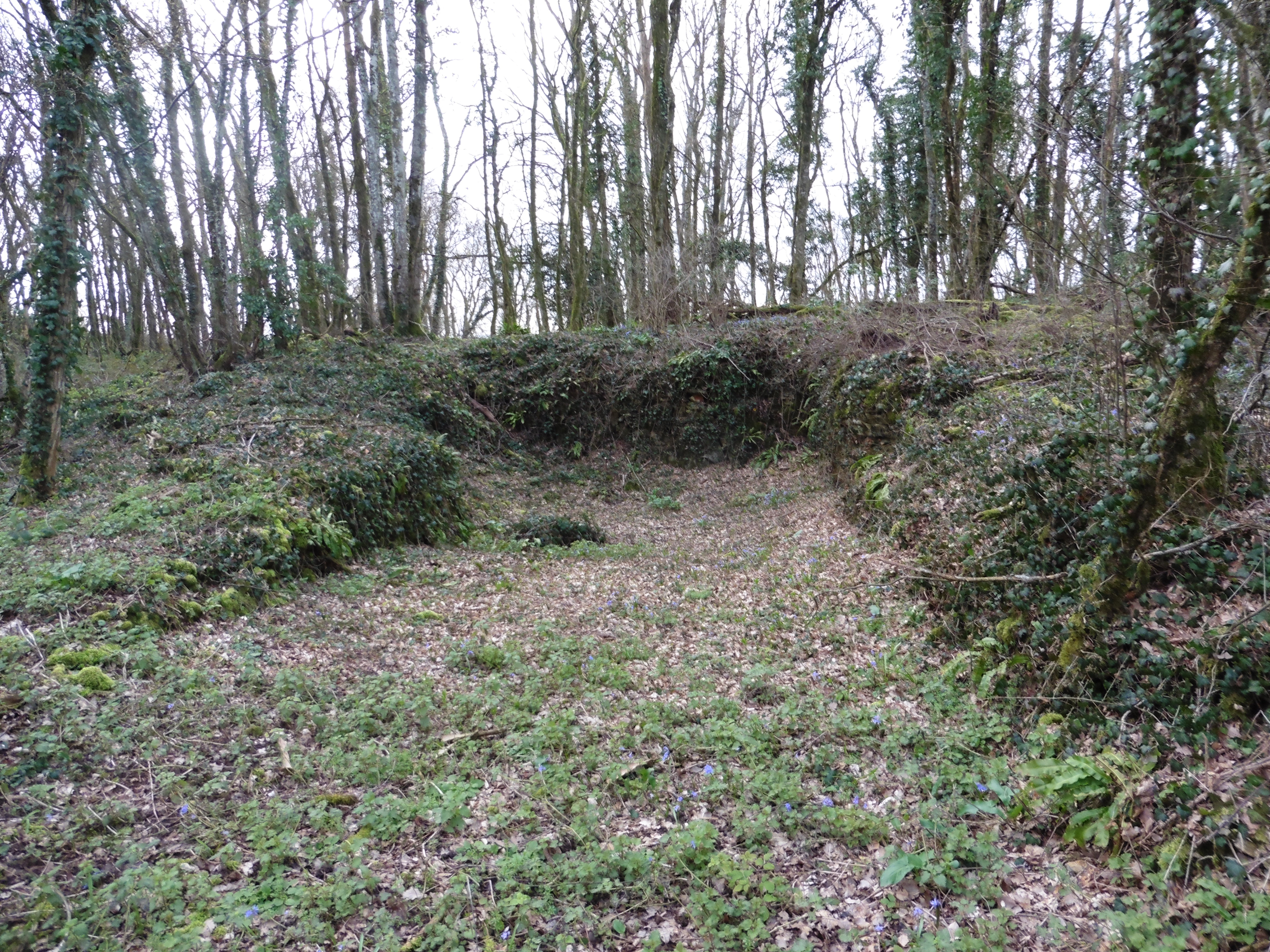
Plate-forme d'artillerie
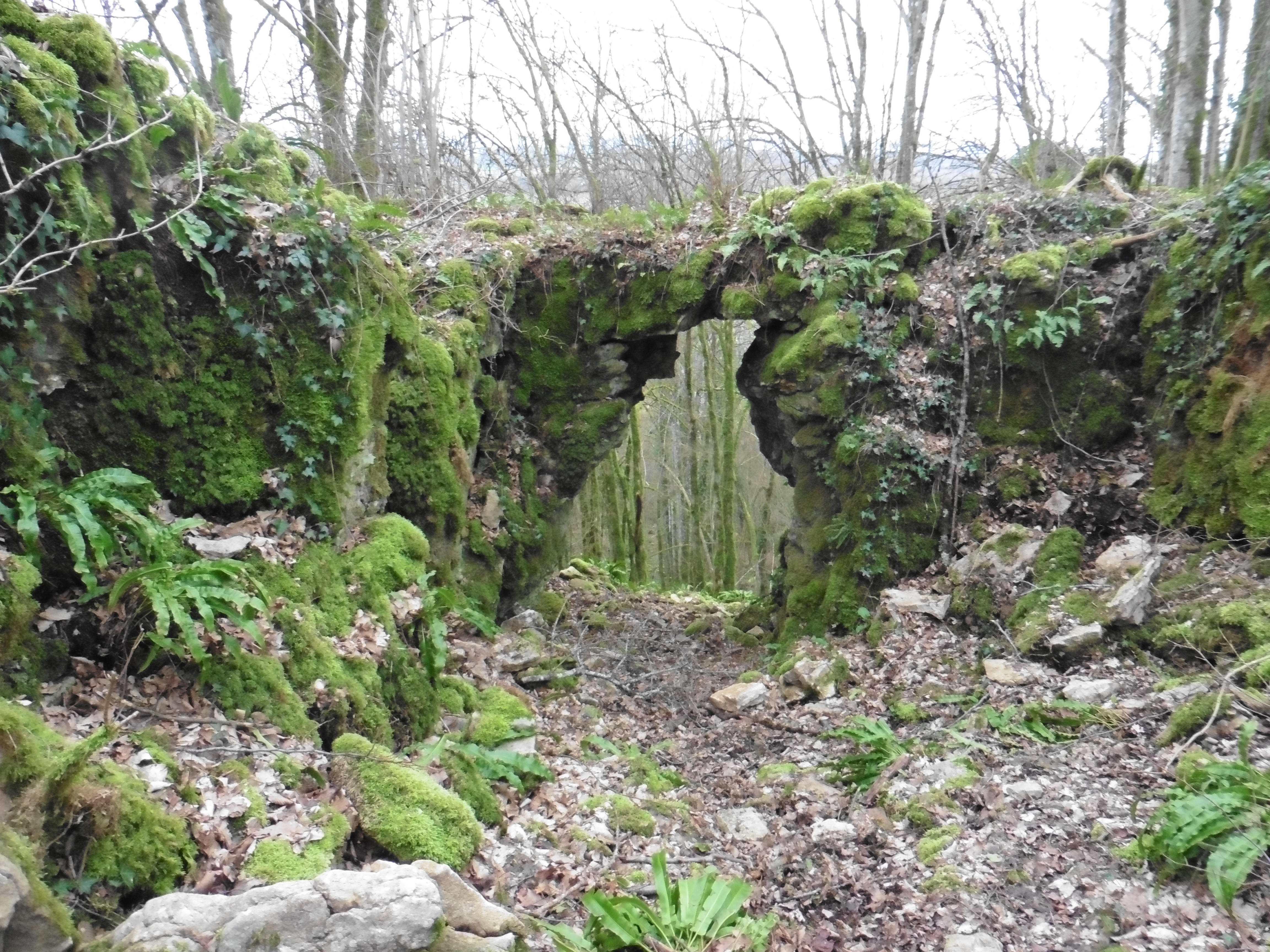
Porte d'Orange du Château-fort